# World Childhood Foundation
De World Childhood Foundation is een stichting in 1999 opgericht door koningin Silvia van Zweden. De stichting steunt organisaties die met veelal verwaarloosde kinderen werken: straatkinderen, kinderen in instellingen, seksueel misbruikte kinderen en jonge moeders. De aandacht gaat vooral uit naar meisjes in moeilijke omstandigheden. 
De WCF steunt meer dan 90 projecten in heel de wereld, zoals in Brazilië, China, Rusland, Zweden, Zuid-Afrika, Thailand, Duitsland, Oekraïne en de Verenigde Staten.